# Joc de matar

Pictograma associat al Joc de matar competitiu

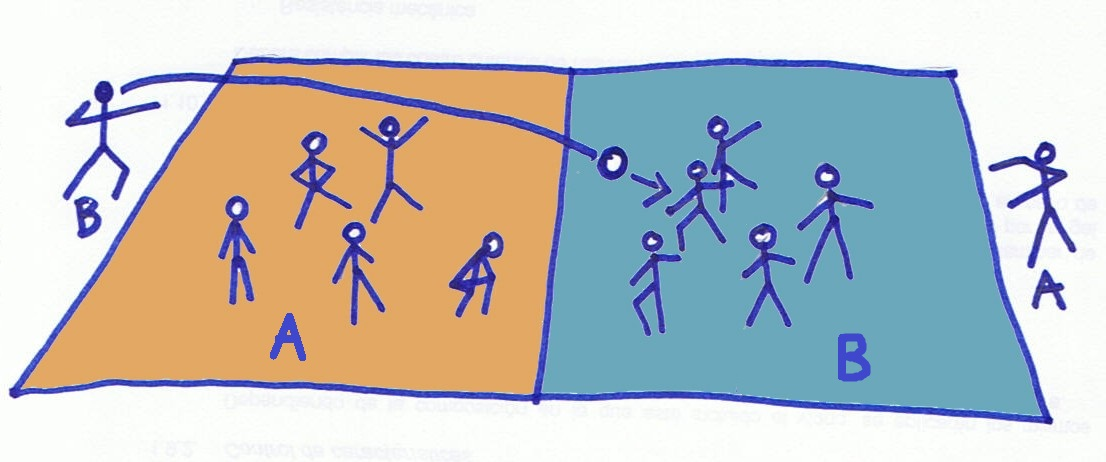
Esquema del camp de joc

Partit de joc de matar

El joc de matar, també conegut com a bola de foc o cementiri, és un joc popular en el qual dos equips amb el mateix nombre de jugadors juguen en un camp rectangular, dividit en dues zones i tres subzones per camp, provant d'eliminar tots els membres de l'altre equip.
L'objectiu del joc és d'eliminar cada un dels membres de l'equip d'un dels mètodes següents:
- Tocar l'adversari amb la pilota llançada.
- Agafar la pilota llançada per un adversari mentre és encara en l'aire.
- Picar una pilota que l'adversari té a les mans, cosa que en provoca la caiguda.
- Forçar un jugador contrari a eixir fora dels límits del terreny de joc.

Les dues zones interiors són ocupades pels jugadors atacants de cada equip. El repartiment d'exteriors és d'un al fons i un en cada lateral, en total tres jugadors. Aquests atacants s'han de col·locar en les parts exteriors de l'equip advers. Els altres jugadors de cada equip (5 per centre) ocupa la zona central i la seua missió és d'evitar que el baló, llançat contra els jugadors de l'equip atacant, els arribi, mentre aquest no hagi tocat el sòl. El jugador arribat per la pilota haurà d'abandonar el joc fins a la següent ronda o fins que sigui salvat. Si la pilota ha tocat el terra abans de tocar el jugador, no tindrà pena i no haurà d'abandonar el joc. Els jugadors dels exteriors no poden ser eliminats.
Si el jugador defensor copsa el baló és a dir en l'aire, sense tocar terra, es podrà reinserir en el joc i passarà a ser atacant. Si ja hi ha 5 jugadors al terreny de joc no podran incorporar-se suplents.
Quan solament resti un jugador en el terreny de joc, aquest haurà de defensar-se, de tal manera que si esquiva un total de set llançaments el seu equip obtindrà un punt de victòria i si al cap de dotze esquivaments no ha capturat la pilota aquest serà eliminat i penalitzat: perdrà un punt.
Les partides tenen cinc rondes de 15 minuts o s'acaben quan hi ha l'eliminació dels jugadors de l'equip advers. L'equip que tindrà a la fi del joc una puntuació de més de cinc punts que el seu adversari, serà declarat vencedor de la partida. En cas que la diferència sia menor de cinc, s'hauran de disputar rondes successives de prolongació fins que un dels dos equips obtingui 5 punts més que l'altre equip.
Es penalitzen les accions següents: llançar del capdavant estant, envair el camp contrari, barallar-se o insultar, llançar la pilota fora dels marges exteriors o qualssevol actes hostils envers qualsevol participant.
En l'àmbit internacional es coneix com a dodgeball en anglès, tot i que pot tenir molts altres noms, en especial en altres llengües. Es va popularitzar especialment el 2004 amb la pel·lícula, doblada al català, Qüestió de pilotes. El 2016 es va celebrar el primer Campionat del Món de Dodgeball.